# Crucita
Crucita ist eine Kleinstadt und eine Parroquia rural („ländliches Kirchspiel“) im Kanton Portoviejo der ecuadorianischen Provinz Manabí. Die Parroquia besitzt eine Fläche von 62,28 km². Die Einwohnerzahl lag im Jahr 2010 bei 14.050. Crucita war ursprünglich ein Caserío in der Parroquia Charapotó im Kanton Sucre. Am 24. Juni 1978 wurde die Parroquia gegründet und in den Kanton Portoviejo überführt.

## Lage
Die Parroquia Crucita liegt an der Pazifikküste 22 km nordnordwestlich der Provinzhauptstadt Portoviejo. Das Verwaltungsgebiet besitzt einen etwa 15 km langen Küstenabschnitt. Im Norden und im Nordosten wird das Gebiet vom Río Portoviejo begrenzt. 
Die Parroquia Crucita grenzt im Nordosten an die Parroquia Charapotó (Kanton Sucre), im Osten an den Kanton Rocafuerte, im Südosten an Portoviejo sowie im Süden an den Kanton Jaramijó.

## Wirtschaft
Crucita verfügt über Sandstrände und ist ein beliebtes Touristenziel.